# Stor-Killer
Stor-Killer är en sjö i Jokkmokks kommun i Lappland och ingår i Piteälvens huvudavrinningsområde. Sjön har en area på 0,167 kvadratkilometer och ligger 412,7 meter över havet.

## Delavrinningsområde
Stor-Killer ingår i det delavrinningsområde (734515-169310) som SMHI kallar för Utloppet av Pajenisjaure. Medelhöjden är 406 meter över havet och ytan är 12,61 kvadratkilometer. Det finns inga avrinningsområden uppströms utan avrinningsområdet är högsta punkten. Vattendraget som avvattnar avrinningsområdet har biflödesordning 4, vilket innebär att vattnet flödar genom totalt 4 vattendrag innan det når havet efter 132 kilometer. Avrinningsområdet består mestadels av skog (72 procent) och sankmarker (12 procent). Avrinningsområdet har 1,31 kvadratkilometer vattenytor vilket ger det en sjöprocent på 10,3 procent.